# Робін Вандербемден
Робін Вандербемден (нід. Robin Vanderbemden, нар. 10 лютого 1994) — бельгійський легкоатлет, який спеціалізується в спринтерських дисциплінах, переможець та призер чемпіонатів світу та Європи.
На чемпіонаті світу-2019 здобув «бронзу» в складі чоловічої естафетної команди 4×400 метрів.